# Tunip
Koordinaten: 35° 17′ 13″ N, 36° 23′ 52″ O
Tunip (altägyptisch Tenep) ist eine syrische Stadt, die u. a. aus der Ortsnamenliste des Amenophis III. (Tempel von Soleb) sowie den Amarna-Briefen bekannt ist. Sie lag zwischen Kadesch und Aleppo. Die Bürger sandten einen Brief an den ägyptischen Pharao (EA 59), in dem sie um Hilfe gegen den vordringenden Amurru-Herrscher Aziru baten, wie auch die Herrscher von Byblos und Nuḫašše, und mit dem gleichen fehlenden Erfolg. Außerdem wird die Stadt mehrfach in den Briefen des Aziru erwähnt (EA 161, 165-167).
Sie wurde schließlich von Aziru erobert (EA 161).

## Lage
J.-C. Courtois, Horst Klengel und Y. Goren et al. wollen sie mit Tell 'Ascharneh am Orontes nordwestlich von Hama identifizieren.